# المرشد

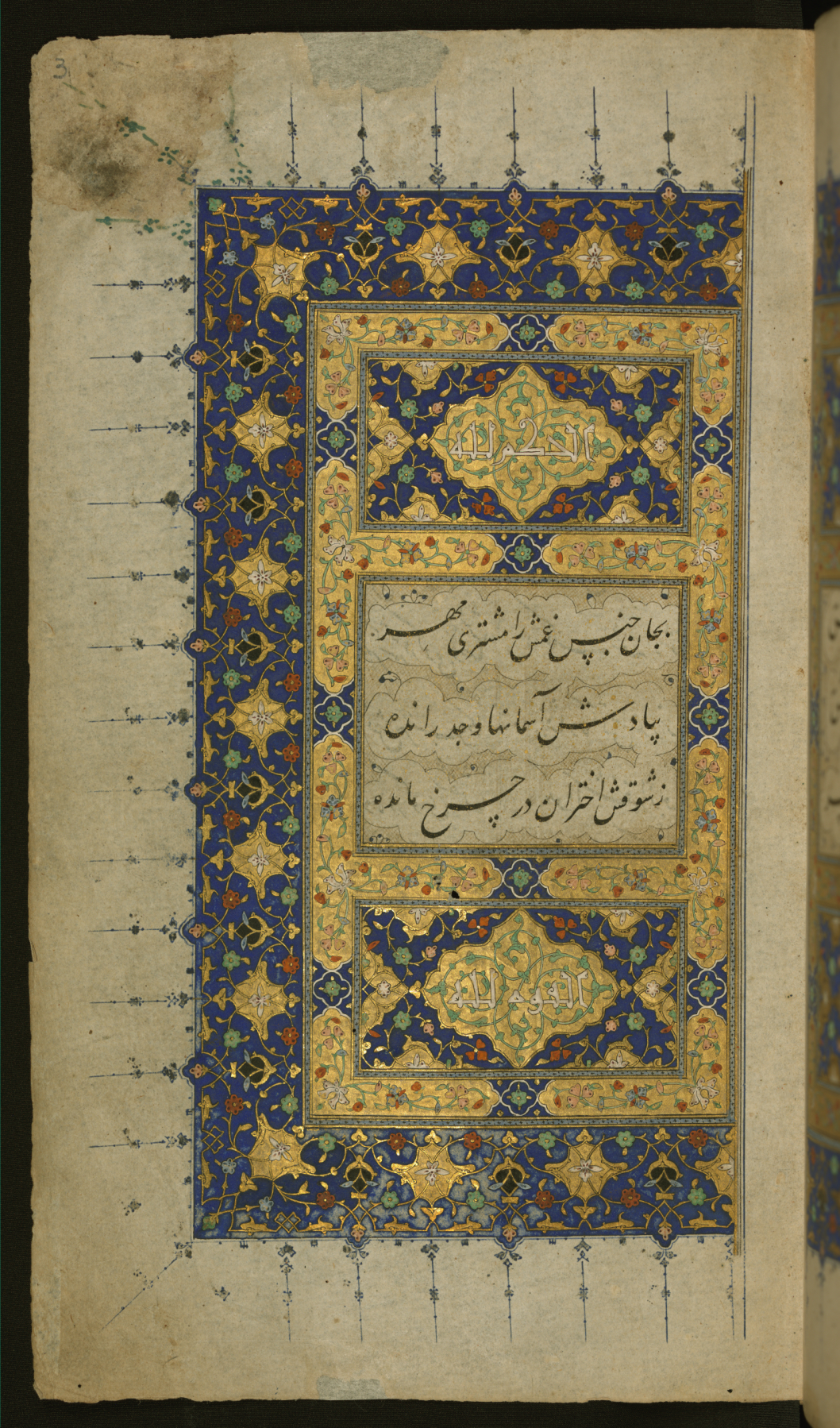
هذه الورقة من مخطوطة والترز W.627 هي الجانب الأيسر من صفحة مزدوجة مزخرفة مع نقوش في الألواح العلوية والسفلية بالخط العباسي الجديد (الخط المائل المكسور)، تُقرأ "الحكم لله" و"القوة لله".

المرشد هي كلمة عربية ، مشتقة من الجذر رشد مع المعنى الأساسي المتمثل في النزاهة والعقلانية والنضج. خاصة في الصوفية تشير إلى مرشد روحي.

## عند الصوفية
يبدأ مسار الصوفية عندما يقسم الطالب قسم الولاء أو البيعة لمرشد روحي. يتمثل دور المرشد في توجيه التلميذ روحياً وتوجيهه شفهياً على الطريق الصوفي.